# Golgi-Färbung

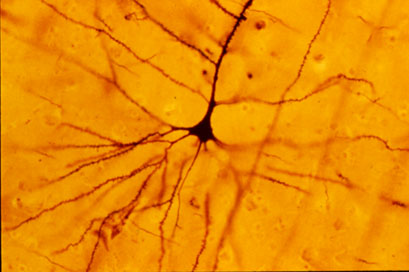
Pyramidales Neuron mit Dendriten, gefärbt mit der Golgi-Methode

Die Golgi-Färbung (synonym Golgi-Methode oder Golgische Methode) ist eine biochemische Methode zur Silberfärbung von Gewebsschnitten.

## Prinzip
Die Golgi-Färbung basiert, wie die Silberfärbung von Polyacrylamid-Gelen, auf einer Bindung von Silberionen an argyrophile Biomoleküle. Jedoch werden die Silberionen nicht durch anschließende Reduktion in schwarzbraunes elementares Silber umgewandelt, sondern als unlösliches Salz (Silberchromat) an der Bindungsstelle ausgefällt. Durch Anlagerung des Silberchromats an Kristallisationskeime in den Nervenzellen entsteht eine lokal erhöhte Konzentration an Silberchromat. Es werden nur wenige Neuronen, aber diese vollständig gefärbt.  Dadurch ist das Betrachten einzelner Neuronen in neuronalem Gewebe möglich, während bei anderen Methoden der Färbung das gesamte Gewebe gefärbt wird.
Bei einer Golgi-Färbung werden die fixierten Gewebeschnitte zuerst zwei Tage mit einer zweiprozentigen Kaliumdichromat-Lösung und anschließend zwei Tage mit einer zweiprozentigen Silbernitrat-Lösung behandelt, woraufhin Silberchromat im Gewebe an den Kristallisationskeimen ausfällt. Weiterentwicklungen der Golgi-Färbung erfolgten durch Ramón y Cajal, Colonnier (1964) und Strausfeld (1980). Die Golgi-Färbung kann mit der Nissl-Färbung kombiniert werden.

## Geschichte

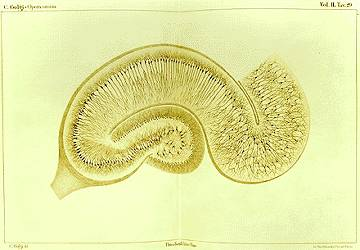
Zeichnung von Camillo Golgi eines mit der Golgi-Methode gefärbten Hippocampus

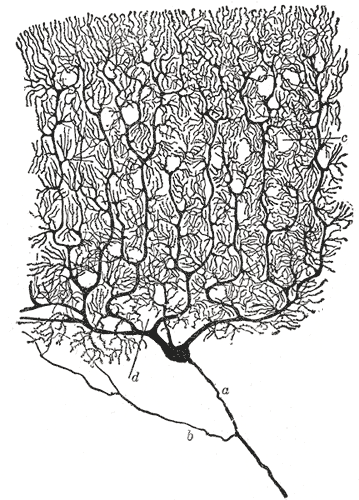
Zeichnung von Purkinjezellen im Cerebellum von Santiago Ramón y Cajal

Die Golgi-Färbung wurde 1873 vom späteren Nobelpreisträger Camillo Golgi zur Kontrastierung von Nervengeweben entwickelt, später wurde sie als „la reazione nera“ (‚die schwarze Reaktion‘) bezeichnet. Der Nobelpreisträger Santiago Ramón y Cajal verwendete und modifizierte die Golgi-Färbung zur weiteren Bestimmung der neuronalen Anatomie. Für die Erkenntnisse der Struktur von Nerven erhielten beide gemeinsam den Nobelpreis für Physiologie oder Medizin im Jahr 1906.
Die Golgi-Färbung basiert auf der Entwicklung von Fotografien und war deren erste Anwendung in Geweben. Diese entwickelte sich im 19. Jahrhundert aus den Photogrammen Thomas Wedgwoods, gefolgt von der Daguerreotypie und der Kalotypie. Über 30 Jahre wurde die Golgi-Färbung umfangreich angewendet. Zwischen den Weltkriegen wurde die Methode von anderen Färbungen abgelöst. Seit dem Aufkommen des Transmissionselektronenmikroskops wird sie wieder häufiger verwendet.